# BMW X3
Pour les articles homonymes, voir X3.
La BMW X3 est un crossover (SUV compact) haut de gamme produit par le constructeur automobile allemande BMW.
À la suite du succès de la BMW X5 et profitant de l’essor du marché des véhicules de loisirs, BMW présente en 2003 un concept X3 au salon de Détroit. Les premiers modèles sortent d'usine un an après cette présentation. Pionnier sur le segment des SUV compact « premium », la BMW X3 ne rencontre pas de réelle concurrence avant l'arrivée des Audi Q5 et autres Mercedes-Benz GLK.
La troisième génération de la X3 est actuellement produite, depuis 2017. Une version électrique baptisée iX3 est également disponible.

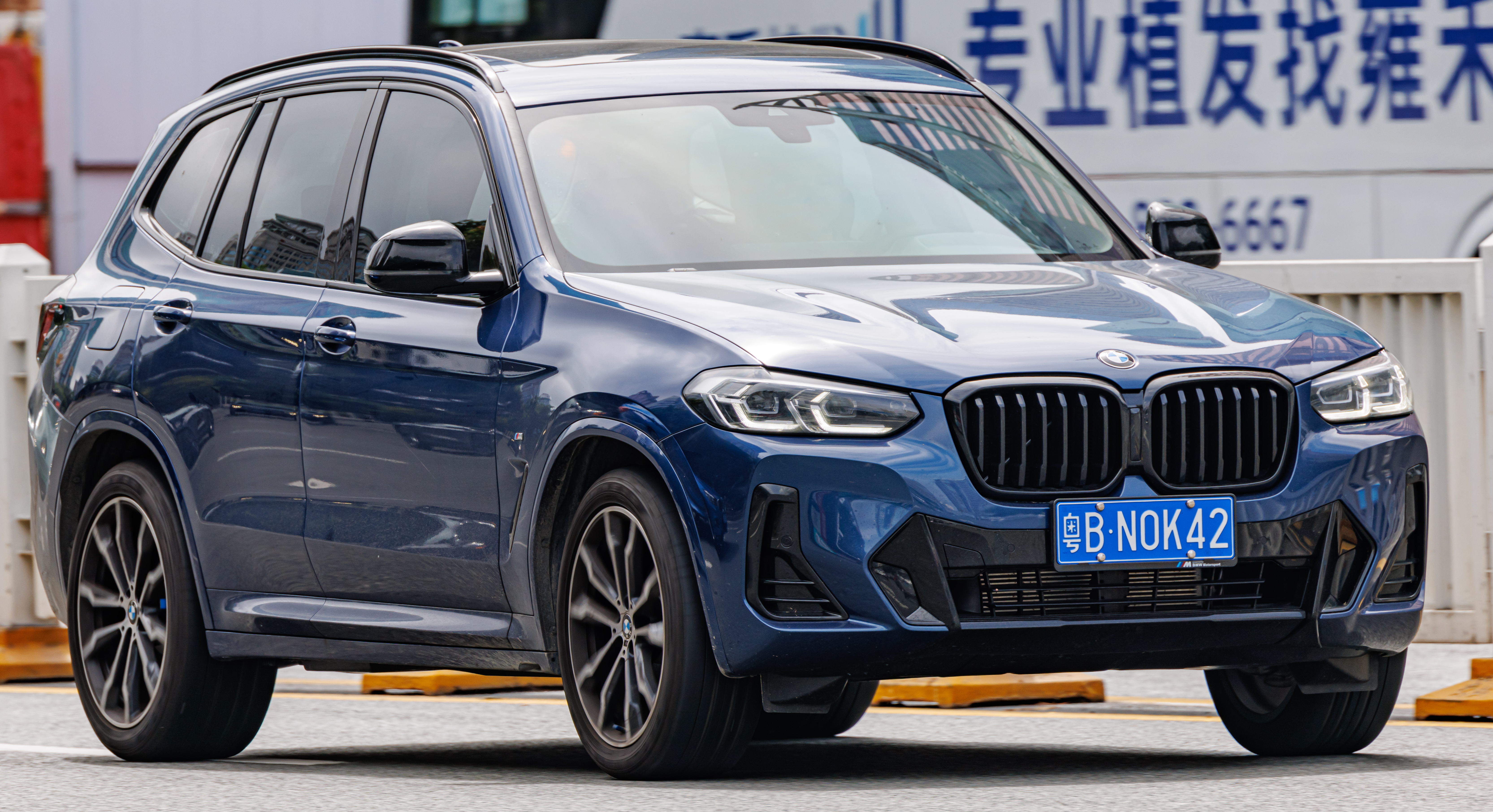
Une BMW X3 G01 30i M-Sport 2022.

## BMW X3 I (E83)
Un an après sa présentation (sous forme de concept) au salon de Detroit, la BMW X3 est sur les chaînes d’assemblage de l’usine autrichienne de Magna Steyr.
Au lancement, deux motorisations sont disponibles : un six-cylindres en ligne essence, de 3 L et 231 ch (3.0i) et un six-cylindres Diesel, de 3 L et 204 ch (3.0d). Elles sont rapidement rejointes par un six-cylindres en ligne essence, de 2,5 L et 192 ch (2.5i) et un quatre-cylindres Diesel, de 2 L et 150 ch (2.0d). Puis, la gamme est complétée en 2005 par un quatre-cylindres essence de 150 ch (2.0i).
Pour conserver sa prééminence sur le segment des SUV compact, BMW décide d’effectuer quelques retouches sur la X3. Avec un léger restylage en 2006, son regard gagne en sportivité et ses motorisations en puissance. Seul le 3.0d de 204 ch est remplacé par un six-cylindres plus coupleux et moins gourmand. Les autres motorisations sont reconduites au côté de blocs de nouvelle génération (2.5si et 3.0si de respectivement 218 et 272 ch).
En 2007, la plupart des blocs d’ancienne génération disparaissent à l’exception des 2.0d et 2.0i. 2008 et 2009 marquent l’arrivée de motorisations plus sobres avec l’abandon du 2.0d de 150 ch au profit d’un nouveau 2 L Diesel décliné en deux puissances, 143 et 177 ch. Toute la gamme adopte par ailleurs la nouvelle dénomination « xDrive » propre aux modèles quatre-roues motrices de la marque.

### Système xDrive

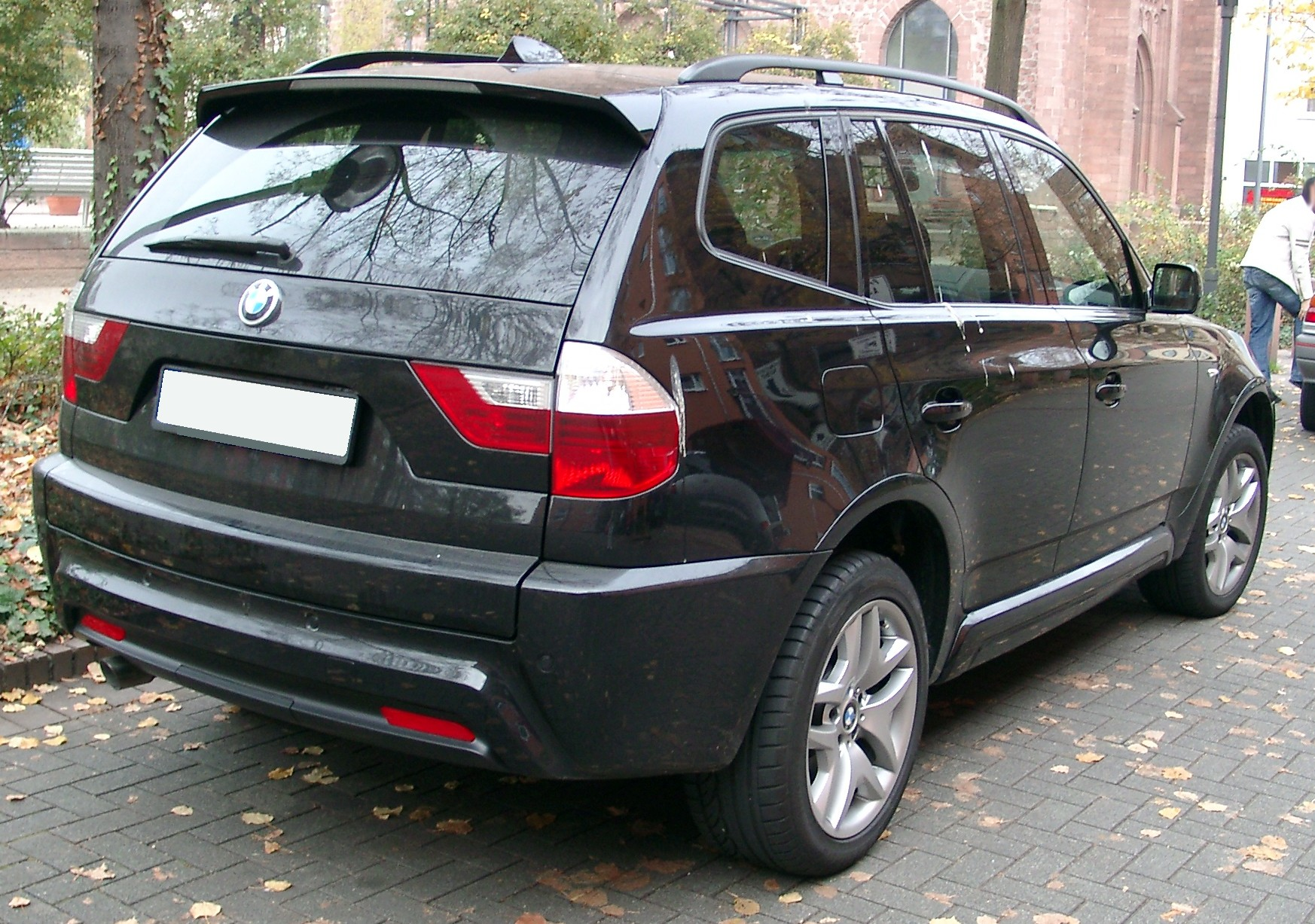
Vue arrière.

La BMW X3 bénéficie d'une transmission intégrale inédite sur ce segment. Baptisé xDrive et agissant de pair avec le système de contrôle de stabilité DSC (Dynamic Stability Control), ce système permet une motricité optimale quel que soit le revêtement.
Concrètement, le système xDrive répartit le couple entre les trains avant et arrière suivant les conditions d'adhérence. Ainsi, en conditions normales de roulage la répartition est de 40/60 (40 % du couple est transmis aux roues avant contre 60 % aux roues arrière) mais elle peut passer à 50/50 voire 0/100 dans les conditions les plus critiques. Le principal avantage de ce système est de corriger les dérives liées au sous-virage ou au survirage.
Le système xDrive a été généralisé aux berlines Série 3, Série 5 et Série 7 (type F01/F02) de la marque.

### Caractéristiques techniques

#### Dimensions
| Hauteur = 1,674 m  |  |                              |
| Longueur = 4,565 m |  | Capacité du réservoir = 67 L |
| Largeur = 1,853 m  |  | Capacité du coffre = 500 L   |

#### Motorisations et performances
De 2004 à 2010, la BMW X3 a reçu pas moins de onze motorisations différentes.
| Motorisation      | Cylindrée (cm3) | Type             | Puissance max. (ch à tr/min) | Couple max. (N m à tr/min) | Poids (kg) | 0 à 100 (secondes) | Vitesse max. (km/h) | Conso. (l/100 km) ville/route/mixte | Autonomie théorique (km)* |
| ----------------- | --------------- | ---------------- | ---------------------------- | -------------------------- | ---------- | ------------------ | ------------------- | ----------------------------------- | ------------------------- |
| 2.0i / xDrive20i  | 1 995           | L4 atmo - 16s    | 150 à 6 200                  | 200 à 3 750                | 1 730      | 11,5               | 198                 | 13,1/7,1/9,3                        | 720                       |
| 2.5i              | 2 494           | L6 atmo - 24s    | 192 à 6 000                  | 245 à 3 500                | 1 815      | 8,9                | 208                 | 15,6/8,7/11,2                       | 598                       |
| 2.5si / xDrive25i | 2 497           | L6 atmo - 24s    | 218 à 6 500                  | 250 à 2 750-4 250          | 1 805      | 8,5                | 210                 | 13,7/7,7/9,9                        | 677                       |
| 3.0i              | 2 979           | L6 atmo - 24s    | 231 à 5 900                  | 300 à 3 500                | 1 835      | 7,8                | 224                 | 16/8,7/11,4                         | 588                       |
| 3.0si / xDrive30i | 2 996           | L6 atmo - 24s    | 272 à 6 650                  | 315 à 2 750                | 1 815      | 7,2                | 210                 | 14,2/7,7/10,1                       | 663                       |
| xDrive18d         | 1 995           | L4 turbo - 16s   | 143 à 4 000                  | 350 à 1 750-2 750          | 1 815      | 10,3               | 195                 | 7,9/5,2/6,2                         | 1 080                     |
| 2.0d              | 1 995           | L4 turbo - 16s   | 150 à 4 000                  | 330 à 2 000                | 1 820      | 10,2               | 198                 | 9,6/5,9/7,2                         | 931                       |
| xDrive20d         | 1 995           | L4 turbo - 16s   | 177 à 4 000                  | 350 à 1 750-3 000          | 1 815      | 8,9                | 206                 | 8,2/5,5/6,5                         | 1 031                     |
| 3.0d              | 2 993           | L6 turbo - 24s   | 204 à 4 000                  | 410 à 1 500-3 500          | 1 925      | 7,9                | 218                 | 11,1/6,9/8,4                        | 798                       |
| xDrive30d         | 2 993           | L6 turbo - 24s   | 218 à 4 000                  | 500 à 1 750-2 750          | 1 880      | 7,4                | 210                 | 10,3/6,5/7,9                        | 848                       |
| 3.0sd / xDrive35d | 2 993           | L6 biturbo - 24s | 286 à 4 400                  | 580 à 1 750-2 250          | 1 950      | 6,6                | 240                 | 11,3/7,2/8,7                        | 770                       |

* L'autonomie théorique est obtenue en divisant la capacité du réservoir par la consommation mixte et en multipliant le résultat par 100.

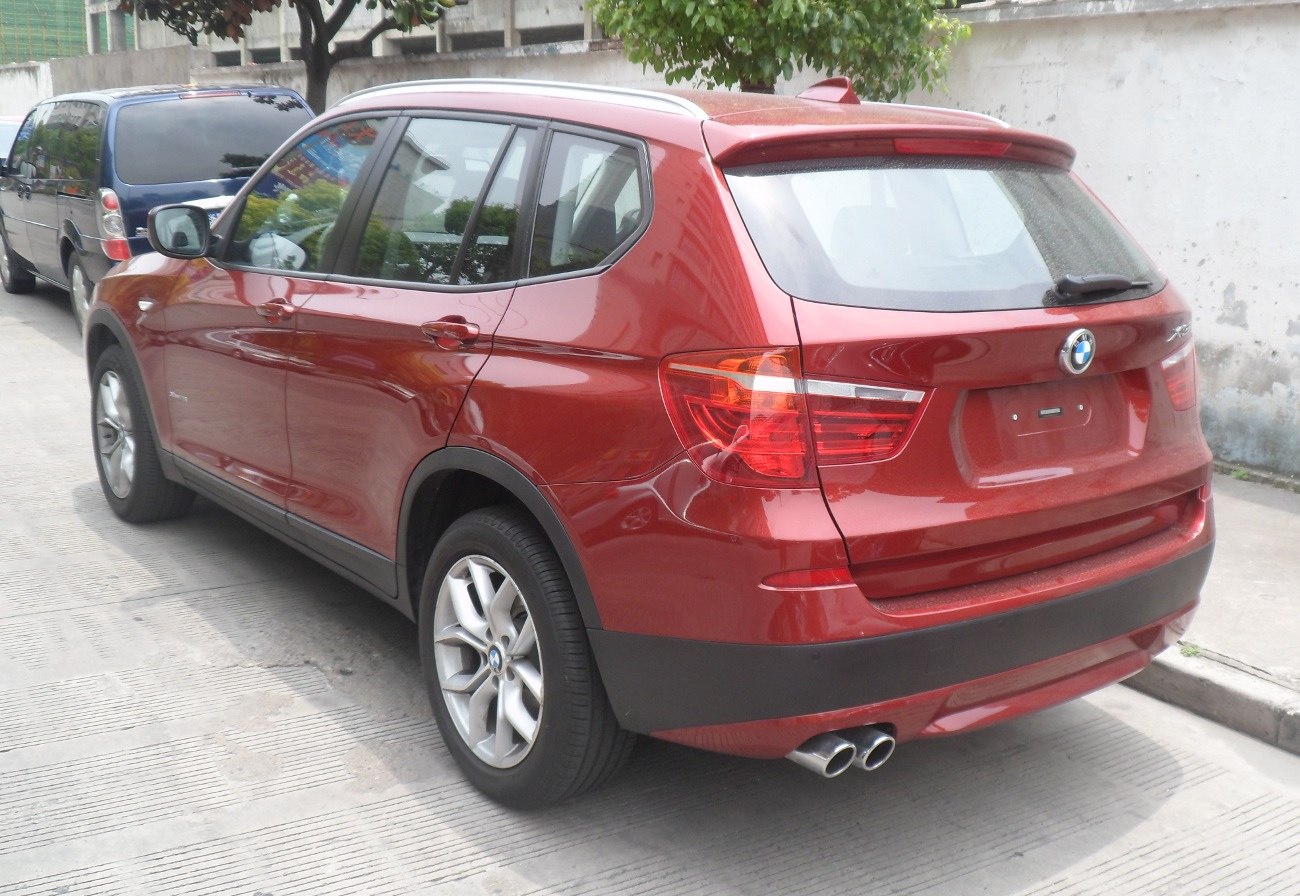
Vue arrière.

#### Organes de transmission et châssis
La transmission est de type quatre roues motrices avec répartition du couple sur chaque essieu (système xDrive). Différentes boîtes de vitesses sont disponibles : des unités manuelles et automatiques.
Les boîtes de vitesses manuelles à six rapports plus une marche arrière sont disponibles sur les motorisations 2.0i, 2.5i, 3.0i et 3.0d.

## BMW X3 II (F25)
Après sept ans d'existence, la BMW X3 E83 disparaît au profit d'une nouvelle génération plus affûtée, mieux armée face aux Audi Q5 et autre Mercedes-Benz Classe GLK. Assez proche esthétiquement de la précédente génération, la X3 millésime 2010 affiche des dimensions en hausse et propose des motorisations plus puissantes. Au lancement deux motorisations sont proposées, une offre Diesel (xDrive20d) et une offre essence (xDrive35i). La gamme est étoffée dès 2011 avec l'arrivée du quatre-cylindres essence xDrive20i ainsi que les six-cylindres en ligne à essence xDrive28i et Diesel xDrive30d et xDrive35d.
Courant 2012, une déclinaison d'entrée de gamme est ajoutée : la sDrive18d à deux roues motrices. La xDrive28i quant à elle abrite désormais le nouveau moteur de 2 litres turbo venant remplacer l'ancien 3 L mais en gardant la même appellation.
2014 marque l'arrivée du Diesel 2 litres de nouvelle génération sous l'appellation sDrive18d ainsi que l'élargissement de l'offre deux roues motrices à la motorisation d'entrée de gamme essence (désormais sDrive20i). 2014 marque aussi l'arrivée du restylage pour la X3 : nouveaux projecteurs rejoignant les doubles « haricots » à la manière de la Série 3 (peuvent être dotés de LEDs en option), nouveau pare-chocs avant, rétroviseurs au nouveau dessin incluant les rappels de clignotants, nouveaux équipements technologiques. La partie arrière reste inchangée.
La X3 millésime 2016 peut recevoir de nouveaux équipements comme le volant M-Sport ou la recharge de téléphone par induction jusque là indisponibles.
La X4, concurrente de la Porsche Macan, est dérivée de la X3 avec quelques modifications : par exemple, elle n'est disponible qu'en quatre roues motrices xDrive alors que la X3 est disponible en deux roues motrices sDrive. Il s'agit d'une X6 en réduction se voulant plus luxueuse que la X3, avec des motorisations puissantes telles que le six-cylindres en ligne à essence biturbo développant 360 chevaux à5800 tr/min et 465 N m dès 1 350 tr/min dénommé M40i et indisponible sur le X3 F25.

### Système xDrive optimisé

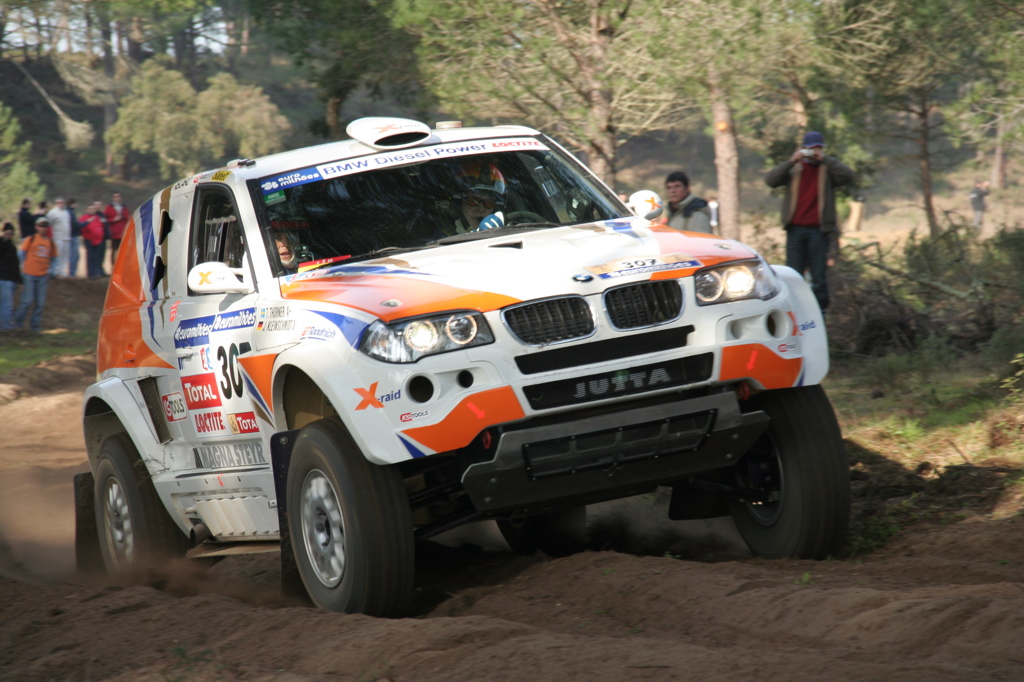
BMW X3 Dakar 2007.

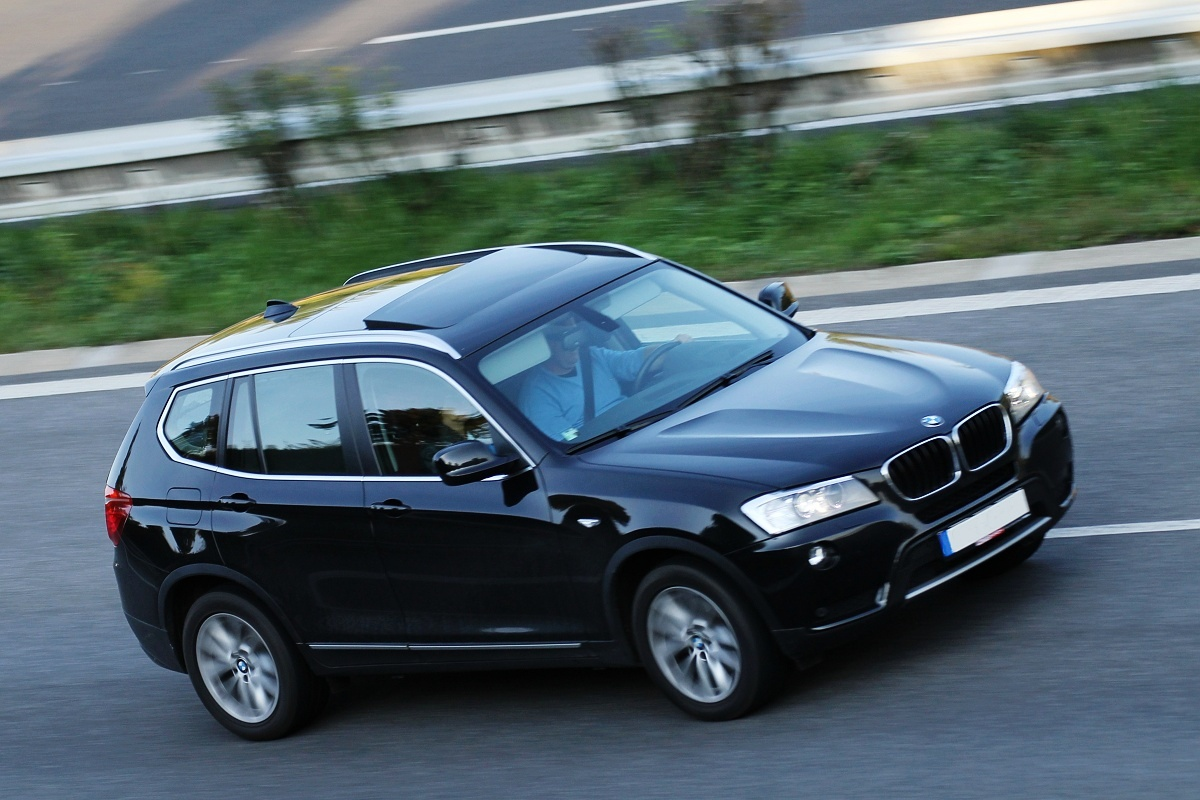
X3.

Comparé au système de la génération précédente, le nouveau xDrive inclut la répartition du couple sur chaque roue.

### Caractéristiques techniques

#### Dimensions
| Hauteur = 1,661 m  |  |                              |
| Longueur = 4,648 m |  | Capacité du réservoir = 67 L |
| Largeur = 1,881 m  |  | Capacité du coffre = 500 L   |

#### Motorisations et performances
| Motorisation          | Cylindrée (cm3) | Type             | Puissance max. (ch à tr/min) | Couple max. (N m à tr/min) | Poids (kg) | 0 à 100 (secondes) | Vitesse max. (km/h) | Conso. (L/100 km) ville/route/mixte | Autonomie théorique (km)* |
| --------------------- | --------------- | ---------------- | ---------------------------- | -------------------------- | ---------- | ------------------ | ------------------- | ----------------------------------- | ------------------------- |
| sDrive20i / xDrive20i | 1 997           | L4 turbo - 16s   | 184 à 5 000-6 200            | 270 à 1 250-4 500          | 1 680      | 8,2                | 210                 | 8,8/6/7                             | 957                       |
| xDrive28i             | 1 997           | L4 turbo - 16s   | 245 à 5 000                  | 350 à 1 250-4 800          | 1 795      | 6,7                | 230                 | 8,9/6,7/7,5                         | 893                       |
| xDrive28i             | 2 996           | L6 atmo - 24s    | 258 à 6 600                  | 310 à 2 600-3 000          | 1 820      | 6,9                | 230                 | 12,3/7,1/9                          | 744                       |
| xDrive35i             | 2 979           | L6 turbo - 24s   | 306 à 5 800                  | 400 à 1 300                | 1 880      | 5,7                | 245                 | 11,2/7,4/8,8                        | 761                       |
| sDrive18d             | 1 995           | L4 turbo - 16s   | 143 à 4 000                  | 360 à 1 750-2 500          | 1 735      | 9,9                | 195                 | 5,8/4,7/5,1                         | 1 314                     |
| sDrive18d             | 1 995           | L4 turbo - 16s   | 150 à 4 000                  | 360 à 1 750-2 250          | 1 735      | 9,5                | 195                 | 5,6/4,5/5                           | 1 340                     |
| xDrive20d             | 1 995           | L4 turbo - 16s   | 184 à 4 000                  | 380 à 1 750-2 750          | 1 790      | 8,5                | 210                 | 6,7/5/5,6                           | 1 196                     |
| xDrive30d             | 2 993           | L6 turbo - 24s   | 258 à 4 000                  | 560 à 1 500-3 000          | 1 875      | 6,2                | 230                 | 6,8/5,6/6                           | 1 117                     |
| xDrive35d             | 2 993           | L6 biturbo - 24s | 313 à 4 400                  | 630 à 1 500-2 500          | 1 850      | 5,8                | 244                 | 6,7/5,8/6,1                         | 1 098                     |

* L'autonomie théorique est obtenue en divisant la capacité du réservoir par la consommation mixte et en multipliant le résultat par 100.

#### Organes de transmission et châssis
Cette nouvelle génération marque l'arrivée de la boîte automatique à huit rapports conçue par ZF. Cette unité est disponible sur l'ensemble de la gamme depuis 2012.

### Phase 2

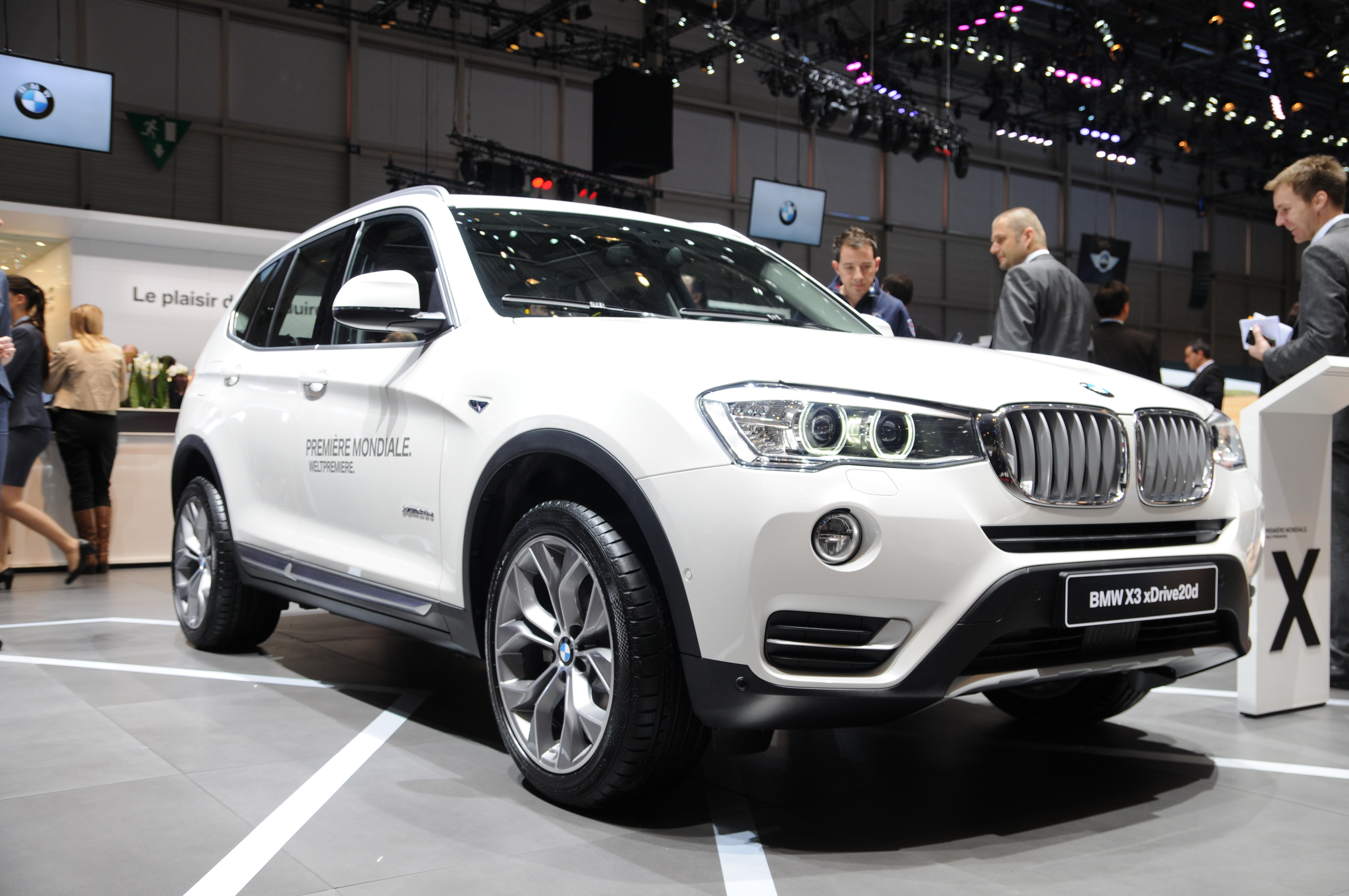
La BMW X3 restylée au salon de Genève 2014.

Le BMW X3 a été « restylé » en 2014, quelques évolutions cosmétiques sont au programme. En option ou de série selon les versions, elle peut recevoir des projecteurs bi-xénon directionnels ou des phares Full LED.
Les valeurs entre parenthèses correspondent à la variante équipée de la transmission intégrale xDrive tandis que celles indiquées en sDrive correspondent à des modèles propulsion.
Les chiffres de consommation de carburant et de pollution correspondent aux chiffres maximaux proposés par le constructeur.

### Essence
|                              | sDrive20i / xDrive              | xDrive28i                       | xDrive35i                       |
| ---------------------------- | ------------------------------- | ------------------------------- | ------------------------------- |
| Moteur                       | 4-cylindres en ligne            | 4-cylindres en ligne            | 6-cylindres en ligne            |
| Cylindrée                    | 1 997 cm3                       | 1 997 cm3                       | 2 979 cm3                       |
| Alimentation                 | Turbo                           | Turbo                           | Turbo                           |
| Puissance maximale           | 184 ch de 5 000 à 6 250 tr/min  | 245 ch de 5 000 à 6 500 tr/min  | 306 ch de 5 800 à 6 400 tr/min  |
| Couple maximal               | 270 N m de 1 250 à 4 500 tr/min | 350 N m de 1 250 à 4 800 tr/min | 400 N m de 1 200 à 5 000 tr/min |
| Norme environnementale       | Euro 6                          | Euro 6                          | Euro 6                          |
| Boîte de vitesses            | BVA 8                           | BVA 8                           | BVA 8                           |
| Vitesse maximale (en km/h)   | 210                             | 230                             | 245                             |
| 0-100 km/h (en s)            | 8,2 / (8,2)                     | (6,5)                           | (5,6)                           |
| Consommation (en L/100 km)   | 7,1 / (7,3)                     | (7,4)                           | (8,3)                           |
| Émissions de CO2 (en g/km)   | 166 / (171)                     | (172)                           | (193)                           |
| Capacité du réservoir (en L) | 67                              | 67                              | 67                              |
| Masse à vide (en kg)         | 1 755 / (1 810)                 | (1 845)                         | (1 900)                         |

### Diesel
|                              | sDrive18d                       | xDrive20d                       | xDrive30d                       | xDrive35d                       |
| ---------------------------- | ------------------------------- | ------------------------------- | ------------------------------- | ------------------------------- |
| Moteur                       | 4-cylindres en ligne            | 4-cylindres en ligne            | 6-cylindres en ligne            | 6-cylindres en ligne            |
| Alimentation                 | Turbo                           | Turbo                           | Turbo                           | Turbo                           |
| Cylindrée                    | 1 995 cm3                       | 1 995 cm3                       | 2 993 cm3                       | 2 993 cm3                       |
| Puissance maximale           | 150 ch à 4 000 tr/min           | 190 ch à 4 000 tr/min           | 258 ch à 4 000 tr/min           | 313 ch à 4 400 tr/min           |
| Couple maximal               | 360 N m de 1 500 à 2 250 tr/min | 400 N m de 1 750 à 2 500 tr/min | 560 N m de 1 500 à 3 000 tr/min | 630 N m de 1 500 à 2 500 tr/min |
| Boîte de vitesses            | BVA 8 / BVM 6                   | BVA 8 / BVM 6                   | BVA 8 / BVM 6                   | BVA 8 / BVM 6                   |
| Vitesse maximale (en km/h)   | 195                             | 210                             | 232                             | 245                             |
| 0-100 km/h (en s)            | 9,8                             | (8,1)                           | (5,9)                           | (5,3)                           |
| Consommation (en L/100 km)   | 5,1                             | (5,3)                           | (6,1)                           | (6,0)                           |
| Émissions de CO2 (en g/km)   | 135                             | (139)                           | (159)                           | (157)                           |
| Capacité du réservoir (en L) | 67                              | 67                              | 67                              | 67                              |
| Masse à vide (en kg)         | 1 755                           | (1 820)                         | (1 905)                         | (1 945)                         |

## BMW X3 III (G01)

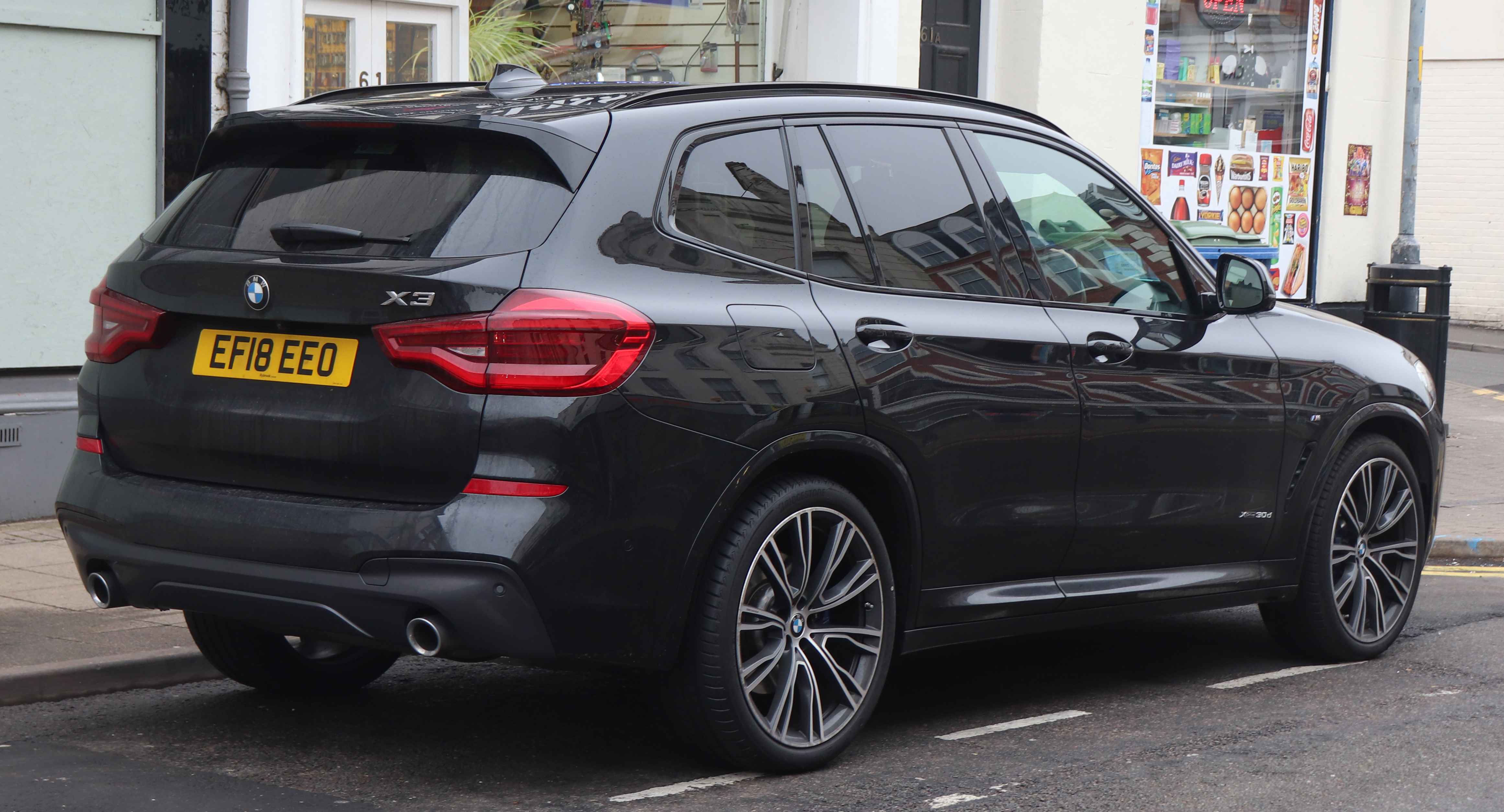
Vue arrière.

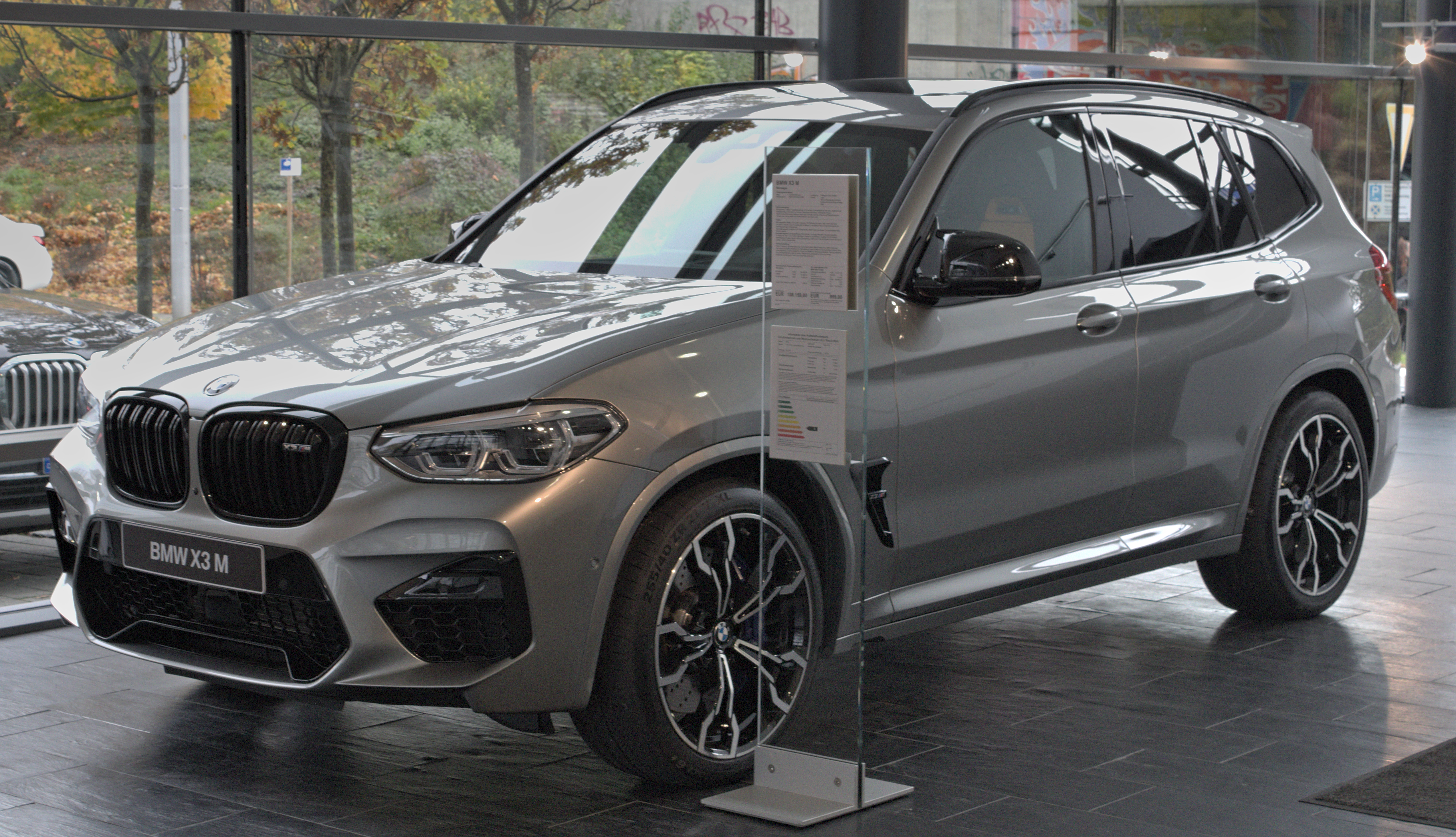
M Competition.

La nouvelle BMW X3 G01 est présentée le 26 juin 2017 aux États-Unis, à l'usine de Spartanburg (Caroline du Sud ), là où tous les SUV de la marque sont produits, excepté la X1 et la future X2. Cette X3 de nouvelle génération a été dévoilée au public au salon de l'automobile de Francfort 2017 pour une commercialisation à l'automne de cette année. Pour le lancement commercial, la gamme comprendra un moteur essence, le M40i (360 ch) et deux moteurs Diesel xDrive 20d (190 ch) et xDrive 30d (265 ch). Arriveront par la suite deux autres motorisations essence, le xDrive 20i (184 ch), xDrive 30i (252 ch).
Les finitions se veulent beaucoup plus qualitatives et luxueuses que sur la précédente F25. Les choix de finition se font entre la ligne xLine, Luxury et M Sport. Ainsi, pour la première fois, le programme BMW Individual est disponible en option avec des teintes de carrosseries exclusives pour l'extérieur et du cuir de grande qualité avec un choix de couleurs uniques.
Le poids a été revu à la baisse d'une cinquantaine de kilos à motorisation et finition équivalente. Tout l'arsenal technologique des séries 5 et 7 y est disponible. Le comportement routier se veut plus sportif que le modèle précédent grâce à une optimisation des liaisons au sol, un abaissement des masses non suspendues et un peaufinage de la cinématique des essieux.

### Motorisations
Au salon international de l'automobile de Genève 2019, BMW présente les versions M et M Competition de respectivement 480 et 510 ch, du X3 et du X4.
Essence
|                              | xDrive20i                       | xDrive30i                       | M40i                            | X3 M                            | X3 M Competition                |
| ---------------------------- | ------------------------------- | ------------------------------- | ------------------------------- | ------------------------------- | ------------------------------- |
| Moteur                       | 4 cylindres en ligne            | 4 cylindres en ligne            | 6 cylindres en ligne            | 6 cylindres en ligne            | 6 cylindres en ligne            |
| Alimentation                 | Turbocompressé                  | Turbocompressé                  | Turbocompressé                  | Bi-turbocompressé               | Bi-turbocompressé               |
| Cylindrée                    | 1 998 cm3                       | 1 998 cm3                       | 2 998 cm3                       | 2 993 cm3                       | 2 993 cm3                       |
| Puissance maximale           | 184 ch de 5 000 à 6 500 tr/min  | 252 ch de 5 200 à 6 500 tr/min  | 360 ch de 5 500 à 6 500 tr/min  | 480 ch à6250 tr/min             | 510 ch à6250 tr/min             |
| Couple maximal               | 290 N m de 1 350 à 4 250 tr/min | 350 N m de 1 450 à 4 800 tr/min | 500 N m de 1 520 à 4 800 tr/min | 600 N m de 2 600 à 5 600 tr/min | 600 N m de 2 600 à 5 950 tr/min |
| Norme environnementale       | Euro 6d Temp                    | Euro 6d Temp                    | Euro 6d Temp                    | Euro 6d Temp                    | Euro 6d Temp                    |
| Boîte de vitesses            | Steptronic 8                    | Steptronic 8                    | Steptronic 8                    | M Steptronic 8 avec Drivelogic  | M Steptronic 8 avec Drivelogic  |
| Vitesse maximale (en km/h)   | 215                             | 240                             | 250                             | 250 / (280 Pack M Driver)       | 250 / (285 Pack M Driver)       |
| 0-100 km/h (en s)            | (8,3)                           | (6,3)                           | (4,8)                           | (4,2)                           | (4,1)                           |
| Consommation (en L/100 km)   | (7,3)                           | (7,3)                           | (8,4)                           | (10,5)                          | (10,5)                          |
| Émissions de CO2 (en g/km)   | (168)                           | (168)                           | (193)                           | (239)                           | (239)                           |
| Capacité du réservoir (en L) | 65                              | 65                              | 65                              | 65                              | 65                              |
| Masse à vide (en kg)         | (1 790)                         | (1 790)                         | (1 885)                         | (2 045)                         | (2 045)                         |
| Disponibilité                | 1er trimestre 2018              | décembre 2017                   | novembre 2017                   | septembre 2019                  | septembre 2019                  |

Diesel
|                              | xDrive20d                       | xDrive25d              | xDrive30d                       | M40d                            |
| ---------------------------- | ------------------------------- | ---------------------- | ------------------------------- | ------------------------------- |
| Moteur                       | 4 cylindres en ligne            | 4 cylindres en ligne   | 6 cylindres en ligne            | 6 cylindres en ligne            |
| Alimentation                 | Turbocompressé Biturbo          | Turbocompressé Biturbo | Turbocompressé Biturbo          | Turbocompressé Biturbo          |
| Cylindrée                    | 1 995 cm3                       | 1 995 cm3              | 2 993 cm3                       | 2 993 cm3                       |
| Puissance maximale           | 190 ch à4000 tr/min             | 231 ch à4400 tr/min    | 265 ch à4000 tr/min             | 326 ch à4400 tr/min             |
| Couple maximal               | 400 N m de 1 750 à 2 500 tr/min | 500 N m à2000 tr/min   | 620 N m de 2 000 à 2 500 tr/min | 680 N m de 1 750 à 2 750 tr/min |
| Norme environnementale       | Euro 6                          | Euro 6                 | Euro 6                          | Euro 6                          |
| Boîte de vitesses            | Steptronic 8                    | Steptronic 8           | Steptronic 8                    | Steptronic 8                    |
| Vitesse maximale (en km/h)   | 213                             | 230                    | 240                             | 250                             |
| 0-100 km/h (en s)            | (8)                             | (6,8)                  | (5,8)                           | (4,9)                           |
| Consommation (en L/100 km)   | (5,4)                           | (5,7)                  | (6,0)                           | (6,5)                           |
| Émissions de CO2 (en g/km)   | (142)                           | (150)                  | (158)                           | (172)                           |
| Capacité du réservoir (en L) | 60                              | 68                     | 68                              | 68                              |
| Masse à vide (en kg)         | (1 825)                         | (1 840)                | (1 895)                         | (1 970)                         |
| Disponibilité                | novembre 2017                   | mars 2018              | novembre 2017                   | août 2018                       |

Hybride
|                                         | xDrive30e                                    |
| --------------------------------------- | -------------------------------------------- |
| Moteur                                  | 4-cylindres + électrique                     |
| Alimentation                            | Turbocompressé                               |
| Cylindrée                               | 1 998 cm3                                    |
| Puissance maximale                      | 184 (essence) + 109 (électrique) ch = 292 ch |
| Couple maximal                          | 420 N m                                      |
| Norme environnementale                  | Euro 6d Temp                                 |
| Boîte de vitesses                       | Steptronic 8                                 |
| Vitesse maxi (en km/h)                  |                                              |
| 0-100 km/h (en s)                       | 6,1                                          |
| Consommation (en L/100 km)              |                                              |
| Consommation électrique (en kWh/100 km) |                                              |
| Émissions de CO2 (en g/km)              |                                              |
| Capacité batterie (en kWh)              | 12                                           |
| Autonomie électrique (en km)            | 41-46                                        |
| Capacité du réservoir (en L)            |                                              |
| Masse à vide (en kg)                    |                                              |

Les valeurs entre parenthèses correspondent à la variante équipée de la transmission intégrale xDrive. Les chiffres de consommation de carburant et de pollution correspondent aux chiffres maximaux affichés par le constructeur.

### BMW iX3

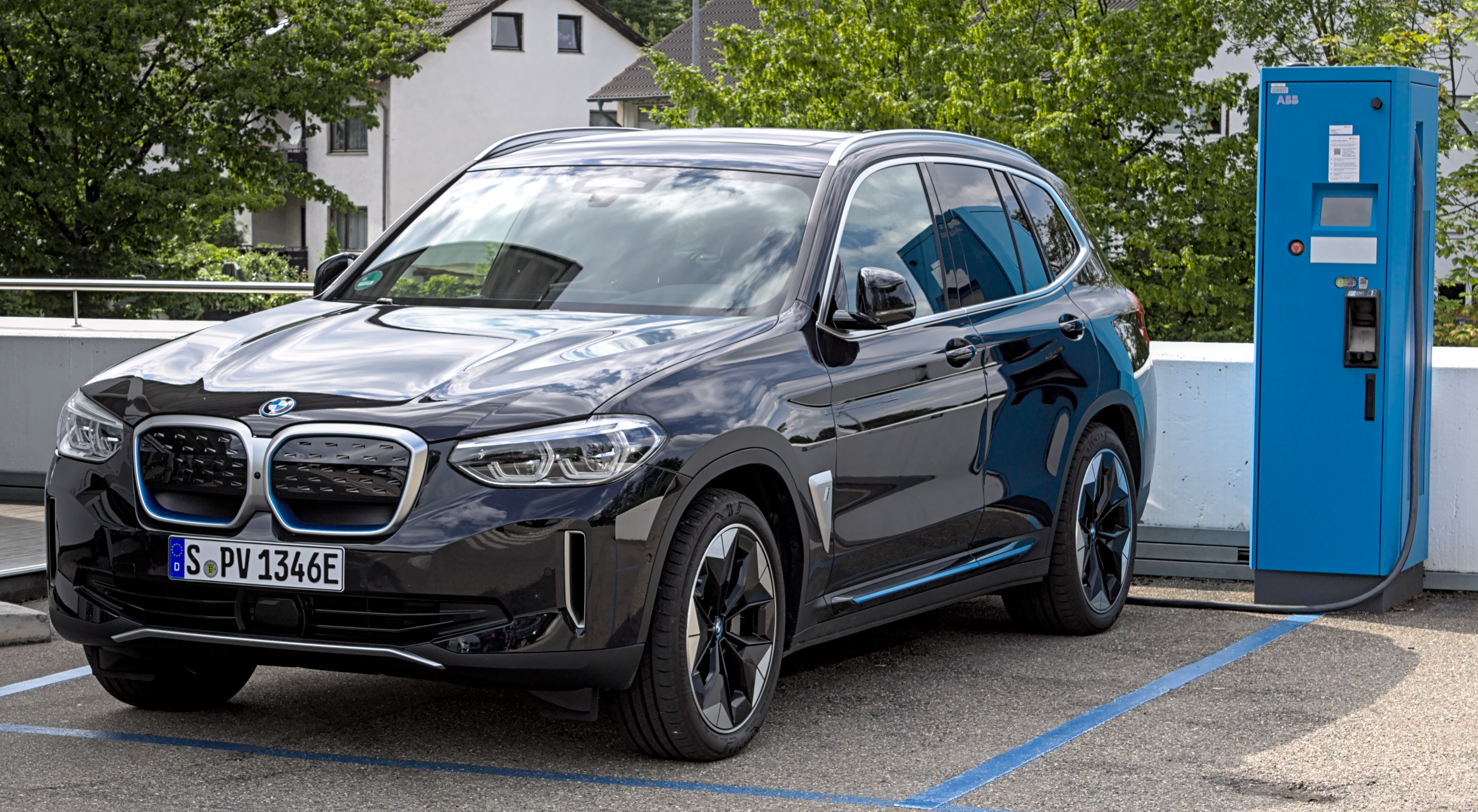
BMW iX3.

BMW dévoile au salon de Pékin 2018 le iX3 Concept qui préfigure le iX3 de série, la future version 100 % électrique du X3 pour 2021. Il se démarque par un moteur électrique de 270 ch et d'une autonomie de 400 km, une calandre fermée et des phares bleutés.

### Alpina XD3

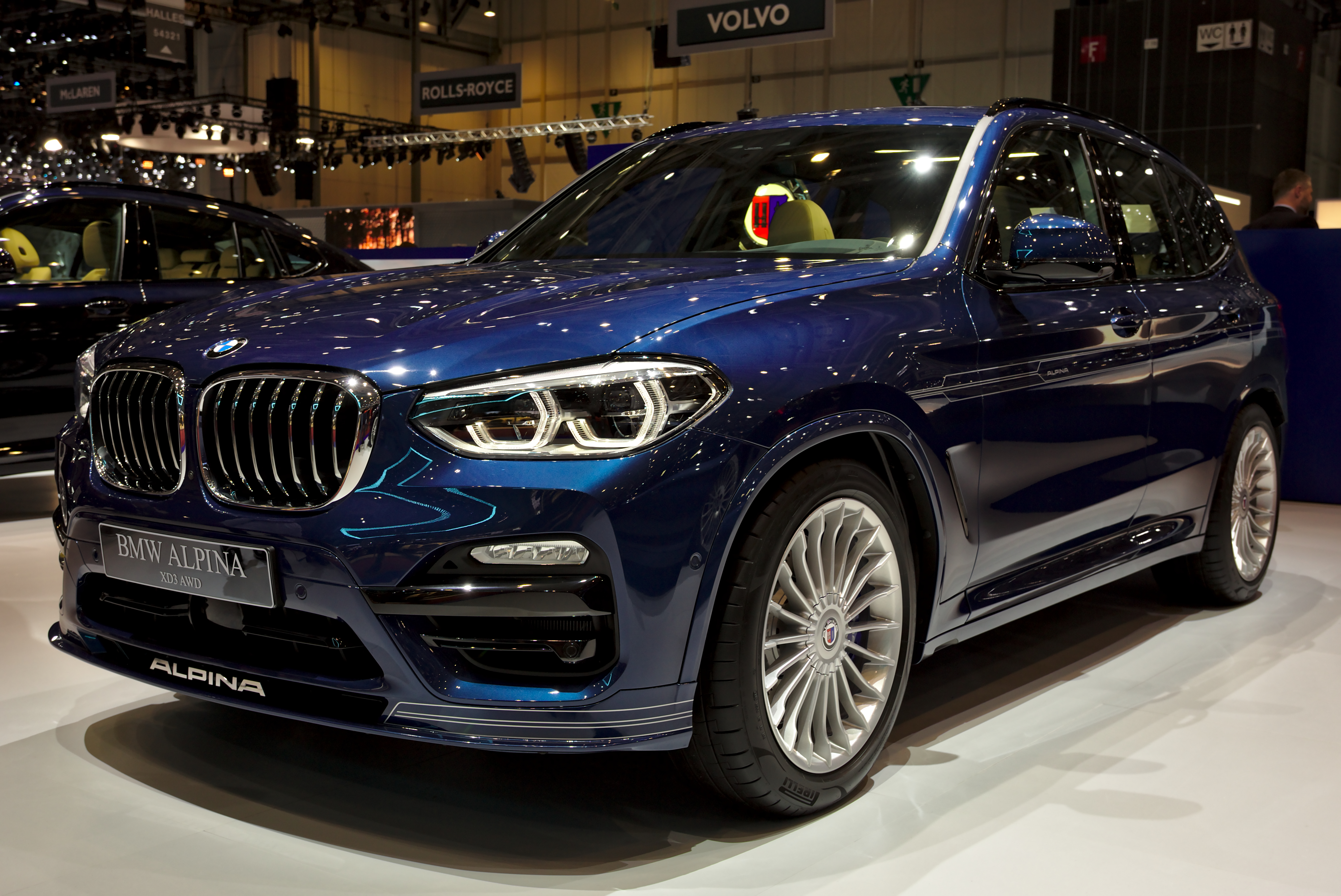
Alpina XD3.

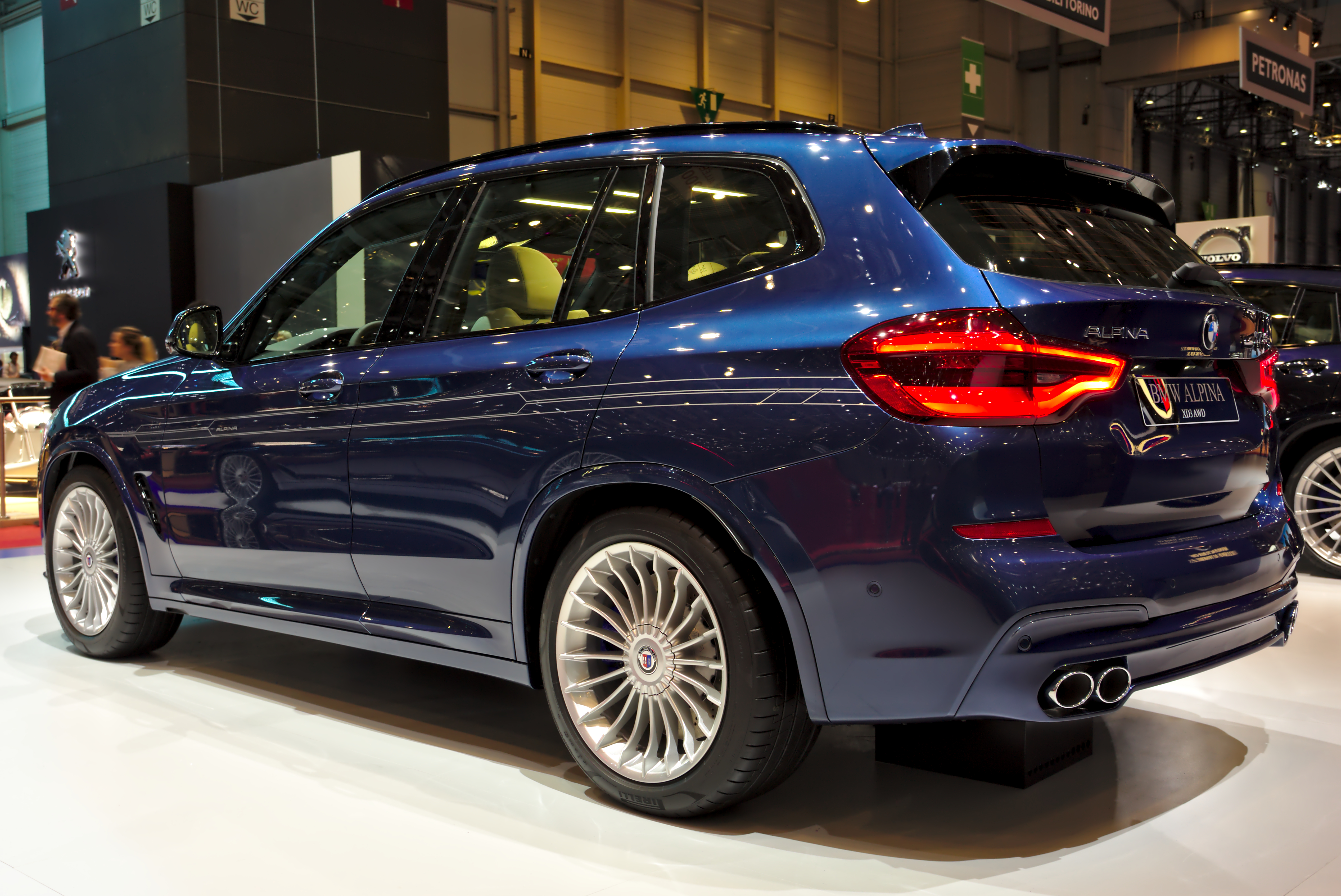
Vue arrière.

Alpina développe sa propre version luxueuse et très performante de la X3. Des prototypes sont aperçus à l’automne 2017. Le XD3 est dévoilé au salon de Genève 2018. Au contraire du XD4, une motorisation spécifique a été développée pour le commercialiser dans les pays où l’on roule à gauche.
|                              | XD3 (conduite à droite)         | XD3 (conduite à gauche) |
| ---------------------------- | ------------------------------- | ----------------------- |
| Moteur                       | 6 cylindres en ligne            | 6 cylindres en ligne    |
| Alimentation                 | Quadri-Turbocompressé           | Bi-Turbocompressé       |
| Cylindrée                    | 2 993 cm3                       | 2 993 cm3               |
| Puissance maximale           | 388 ch de 4 000 à 5 000 tr/min  | 333 ch à4000 tr/min     |
| Couple maximal               | 770 N m de 1 750 à 3 000 tr/min | 700 N m à2500 tr/min    |
| Boîte de vitesses            | Switch Tronic 8                 | Switch Tronic 8         |
| Vitesse maximale (en km/h)   | 267                             | 254                     |
| 0-100 km/h (en s)            | (4,6)                           | (4,9)                   |
| Consommation (en L/100 km)   | (6,9)                           | infos à venir           |
| Émissions de CO2 (en g/km)   | (183)                           | infos à venir           |
| Capacité du réservoir (en L) | 68                              | 68                      |
| Masse à vide (en kg)         | (2 045)                         | infos à venir           |
| Disponibilité                | 2018                            | 2018                    |

## BMW X3 IV (G45)

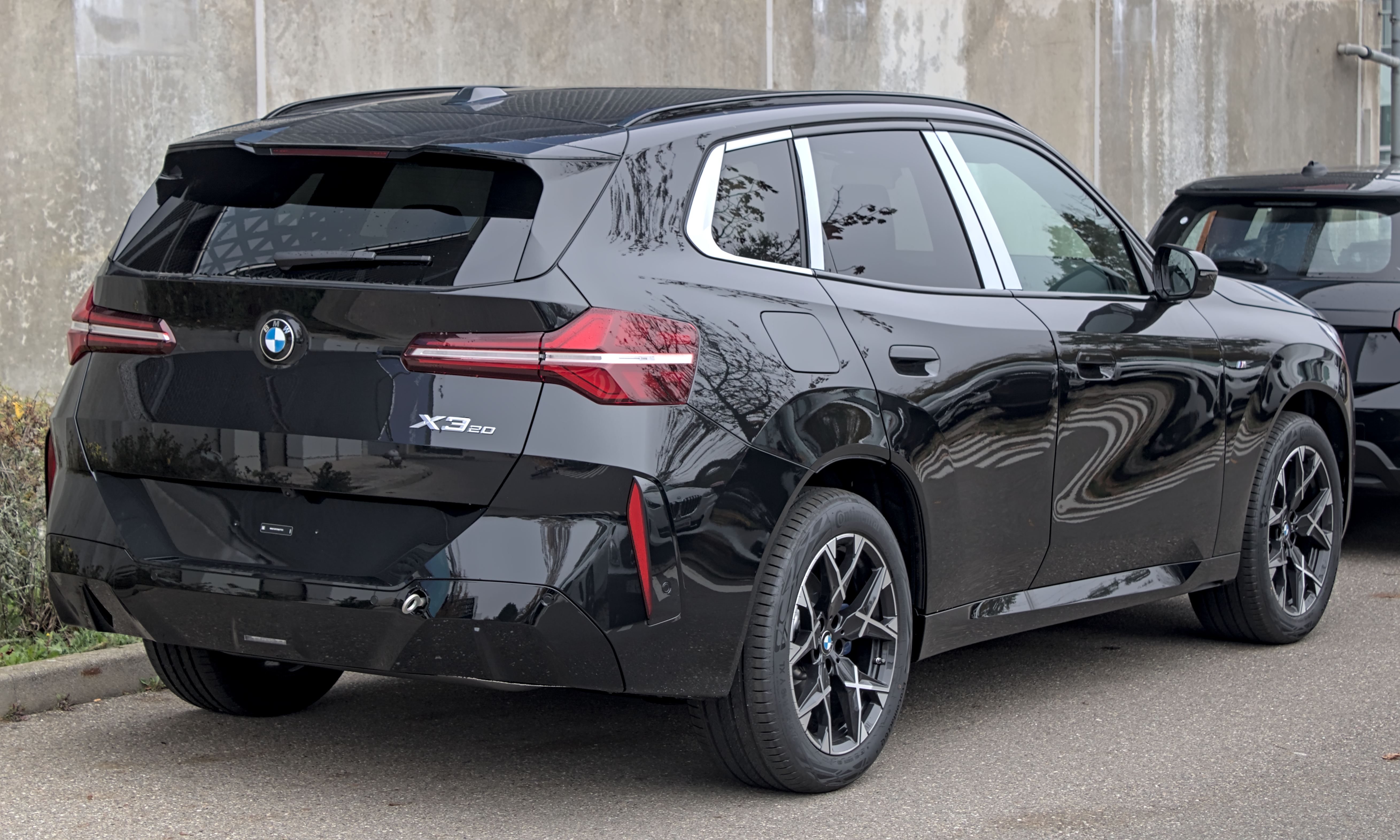
Vue arrière.

En juin 2024, BMW dévoile la quatrième génération du X3, le X3 G45. Elle se dévoile dans ses versions thermiques et hybride rechargeable et sera commercialisée à la fin de l'année 2024.
|                   | X3       | X3 M Sport | X3 M     |
| ----------------- | -------- | ---------- | -------- |
| 20 xDrive 208 ch  | 63 900 € | 67 650 €   | -        |
| 30e xDrive 299 ch | 71 900 € | 74 950 €   | -        |
| M50 xDrive 398 ch | -        | -          | 89 900 € |
| 20d xDrive 197 ch | 64 900 € | 68 650 €   | -        |

### Caractéristiques techniques
Au lancement du BMW X3 G45, quatre versions différentes sont proposées.

#### Essence
|                              | 20 xDrive              | M50 xDrive             |
| ---------------------------- | ---------------------- | ---------------------- |
| Moteur                       | 4 cylindres en ligne   | 6 cylindres en ligne   |
| Alimentation                 | Turbocompressé         | Turbocompressé         |
| Cylindrée                    | 1 998 cm3              | 2 998 cm3              |
| Puissance maximale           | 208 ch                 | 398 ch                 |
| Couple maximal               | 330 N m                | 580 N m                |
| Norme environnementale       | Euro 6d Temp           | Euro 6d Temp           |
| Boîte de vitesses            | Automatique 8 rapports | Automatique 8 rapports |
| Vitesse maximale (en km/h)   | 215                    | 250                    |
| 0-100 km/h (en s)            | 7,8                    | 4,6                    |
| Consommation (en L/100 km)   | 6,9 à 7,2              | 7,8                    |
| Émissions de CO2 (en g/km)   | 156                    | 177                    |
| Capacité du réservoir (en L) | 65                     | 65                     |
| Masse à vide (en kg)         | 1 855                  | 1 980                  |
| Disponibilité                | Fin 2024               | Fin 2024               |

#### Diesel
|                              | 20d xDrive             |
| ---------------------------- | ---------------------- |
| Moteur                       | 4 cylindres en ligne   |
| Alimentation                 | Turbocompressé         |
| Cylindrée                    | 1 995 cm3              |
| Puissance maximale           | 197 ch                 |
| Couple maximal               | 400 N m                |
| Boîte de vitesses            | Automatique 8 rapports |
| Vitesse maximale (en km/h)   | 215                    |
| 0-100 km/h (en s)            | 8,8                    |
| Consommation (en L/100 km)   | 5,8                    |
| Émissions de CO2 (en g/km)   | 153                    |
| Capacité du réservoir (en L) | 60                     |
| Masse à vide (en kg)         | 1 890                  |
| Disponibilité                | Fin 2024               |

#### Hybride rechargeable
|                                         | 30e xDrive                               |
| --------------------------------------- | ---------------------------------------- |
| Moteur                                  | 4-cylindres + électrique                 |
| Alimentation                            | Turbocompressé                           |
| Cylindrée                               | 1 998 cm3                                |
| Puissance maximale                      | 299 ch cumulés (moteur essence : 190 ch) |
| Couple maximal                          | 310 N m                                  |
| Norme environnementale                  | Euro 6d Temp                             |
| Boîte de vitesses                       | Automatique 8 rapports                   |
| Vitesse maxi (en km/h)                  | 215                                      |
| 0-100 km/h (en s)                       | 6,8                                      |
| Consommation (en L/100 km)              | 0,9                                      |
| Consommation électrique (en kWh/100 km) |                                          |
| Émissions de CO2 (en g/km)              | 21                                       |
| Capacité batterie (en kWh)              |                                          |
| Autonomie électrique (en km)            |                                          |
| Capacité du réservoir (en L)            | 50                                       |
| Masse à vide (en kg)                    | 2 065                                    |
| Disponibilité                           | Fin 2024                                 |